# Тейлор, Франклин
Франклин Тейлор (англ. Franklin Taylor; 5 февраля 1843, Бирмингем — 19 марта 1919, остров Уайт) — английский пианист и музыкальный педагог.

## Биография
Брал уроки фортепиано у Чарльза Эдвина Флэвелла (англ. Charles Edwin Flavell), учился также у Т. Бедсмора (нем. Thomas Bedsmore), органиста Личфилдского собора. Работал органистом в старом молитвенном доме (англ. Old Meeting-house) в Бирмингеме.
В 1859—1861 гг. учился в Лейпцигской консерватории у Луи Плайди и Игнаца Мошелеса (фортепиано), Морица Гауптмана, Рихтера и Папперица (теория); в 1863 г совершенствовался в Париже под руководством Клары Шуман. В это время познакомился со Стефаном Геллером, Юлиусом Шульгофом и Полиной Виардо.
Вернувшись в Лондон, концертировал в Ливерпуле, Бирмингеме и других городах. Работал органистом в церкви Св. Петра на Charlotte Street, в церкви Св. Михаила на Честер-Сквер. С 1876 г. преподавал в Национальной школе, где одним из его учеников был Фредерик Клифф.
Профессор фортепиано Королевского музыкального колледжа с его основания (1882) и до выхода на пенсию в 1916 г. Среди его учеников, в частности, Линвуд Фарнем и Этель Хобдей. В 1891—1893 гг. — директор Филармонического общества.
Написал ряд статей для Музыкального словаря Гроува, включая статью о фортепианной игре Клары Шуман и её произведениях.